# آلفرد لوکر
آلفرد لوکر (انگلیسی: Alfred Lücker; ۲۹ مارس ۱۹۳۱ – ۲۲ دسامبر ۲۰۰۸) بازیکن هاکی روی چمن اهل آلمان بود که در بازی‌های المپیک تابستانی ۱۹۵۲ و المپیک تابستانی ۱۹۵۶ به رقابت پرداخت .